# بطولة أم المعارك 2001
بطولة أم المعارك 2001 وهي بطولة كرة قدم نظمها اتحاد كرة القدم العراقي للفترة من 1 شباط إلى 10 شباط 2002 بمشاركة ثمانية فرق التي تحمل المراكز الستة الأولى في بطولة دوري أندية العراق 2000/2001

## الفرق المشاركة

### المجموعة الأولى
| التسلسل | النادي       |
| 1       | الطلبة       |
| 2       | القوة الجوية |
| 3       | النجف        |
| 4       | الدفاع الجوي |

### المجموعة الثانية
| التسلسل | النادي  |
| 1       | الزوراء |
| 2       | الكرخ   |
| 3       | الشرطة  |
| 4       | دهوك    |

## البطولة والأهداف
شهدت هذه البطولة في نسختها الحادية عشر إقامة 16 مباراة انتهت واحدة منها فقط بالتعادل وهي مباراة دهوك والكرخ بينما مباراة واحدة حسمت بالهدف الذهبي وهي النهائية وتم تسجيل 41 هدفاً في البطولة بمعدل من 2 إلى 3 أهداف في كل مباراة ويعتبر نادي الشرطة هو الأكثر تسجيلاً حيث سجل 11 هدفاً بينما حصل يونس محمود لاعب الطلبة على لقب هداف البطولة برصيد 4 أهداف وان أكبر نتيجة سجلت في البطولة عندما فازت الطلبة على الدفاع الجوي 4-2 .. وكان أول هدف في هذه البطولة من نصيب لاعب الكرخ انمار سلام على الزوراء في مباراة الافتتاح بينما كان آخر هدف من نصيب ماهر حبيب وهو هدف الفوز في المباراة النهائية للشرطة على الطلبة.. كما شهدت هذه البطولة تسجيل هاتركين الأول كان ليونس محمود مع ناديه الطلبة في مرمى الدفاع الجوي أما الثاني فكان لعماد محمد مع ناديه الزوراء في مرمى دهوك.. ويعتبر فريق النجف هو الأقل تسجيلاً في البطولة حيث لم يسجل سوى هدفين وهما هدفا الفوز على القوة الجوية بأقدام قاسم جلعوط 

## النهائي
اقيمت مباراة نهائي البطولة يوم 10 شباط 2002 بين فريقي الطلبة والشرطة على ملعب الشعب الدولي
| الطلبة | 1-0 ماهر حبيب | الشرطة |
| ------ | ------------- | ------ |
|        |               |        |